# Nina Berberova
Nina Nikolajevna Berberova, född 8 augusti 1901 i Sankt Petersburg, Kejsardömet Ryssland, död 26 september 1993 i Philadelphia, var en rysk författare verksam i Frankrike och USA. I sina verk skildrade hon den ryska diasporans livsvillkor.
Berberova gick ut gymnasiet i Petrograd 1918. Hon växte upp några kvarter ifrån Nabokov och bodde på Zjukovskij-gatan mittemot huset där Majakovskij och Lili Brik bodde. Hon  flyttade därefter med sin familj först till Moskva och sedan till Rostov-na-Donu, där hon åren 1919–1920 studerade filologi vid universitetet. Familjen återvände till Petrograd våren 1921.
Berberova och hennes partner Vladislav Chodasevitj - med vilken hon sammanlevde i tio år - lämnade Sovjetunionen 1922. Orsaken var att Lenin och partiledningen beslutat att utvisa gräddan av ryska intellektuella. Chodasevitj befann sig på listan över deporterade. I oktober 1922 sätts de på en båt med destination Stettin. Åren 1925–1950 bodde hon i Paris där hon skrev för den ryskspråkiga tidningen Poslednije novosti och publicerade fyra romaner samt en levnadsteckning över Pjotr Tjajkovskij, som översattes till franska och väckte stor uppmärksamhet på grund av sin skildring av hans homosexualitet. Från 1950 var Berberova bosatt i USA, där hon  undervisade vid universiteten i Yale och Princeton.
Berberovas mest kända verk var den 1969 utgivna självbiografin Kursiv moj (sv. Med mina understrykningar, 1993) i vilken hon skildrade flera framstående personer inom ryska emigrantkretsar: Anna Achmatova, Aleksandr Blok, Vladimir Nabokov, Maksim Gorkij och Fjodor Sologub. Den kan läsas som en handbok över den ryska emigrationen. Hon bodde hos Gorkij en hel vinter 1924-25, i villan ”Il Sorrito” Sorrento, när denne befann sig i exil i Italien. Berberovas bok smugglades in i Ryssland där läsare slukade kunskapen om den ryska emigrationens öden, om vilket inget var känt. 
Hennes skönlitterära skrivande uppmärksammades inte förrän 1985 då kortromanen Akkompaniatorsja (sv. Följeslagerskan, 1990) gavs ut i Frankrike. Hon blev snart en bästsäljande författare i detta land och har sedan dess översatts till 22 språk. I slutet av sitt liv utgavs också hennes verk i Ryssland som hon också besökte 1989, efter 67 års frånvaro.

## Verk på svenska
- 1936 – Tjajkovskij : en ensam människas historia; översättning av Knut Knutsson och Kajsa Rootzén
- 1990 – Följeslagerskan; översättning av Hans Björkegren
- 1991 – Diamantsjuka; översättning av Hans Björkegren
- 1992 – Kyparen och slinkan; översättning av Hans Björkegren
- 1993 – Med mina understrykningar : en självbiografi; översättning från franska av Marianne Eyre